# Anne-Marguerite de Brunswick-Harbourg
Anne-Marguerite de Brunswick-Lunebourg-Harbourg (* 25 mars 1567 à Harbourg; † 22 août 1646 à Quedlinbourg) était une princesse de Brunswick-Lunebourg-Harbourg et de 1601, jusqu'à sa mort, prévôt de l'Abbaye de Quedlinbourg.

## Biographie
Anne-Marguerite était une fille du duc Othon II de Brunswick-Harbourg (1528-1603) de son second mariage avec Hedwige (1535-1616), fille du comte Ennon II de Frise orientale.
Anne-Marguerite devient en 1596 Coadjuteur de l'abbaye de Quedlinbourg, devenant l'héritière d'Anne III de Stolberg comme Abbesse. Le protecteur, Frédéric-Guillaume Ier de Saxe-Weimar choisit sa sœur Marie de Saxe-Weimar comme abbesse. Anne Marguerite, le 22 juin 1601 est nommée prévôt, un poste qu'elle garde jusqu'à sa mort à 44 ans. 
Anne Marguerite a été enterrée dans l'église Collégiale de Saint-Servatii.
Sous le Nom de la miséricorde Anne Marguerite était membre de la Tugendlichen Société.

## Sources
- Clément Bley (Éd.): Kayserlich - frey - laïque, Mitteldeutscher Verlag, Hall, 2009, p. 54
- Vaterländisches Archives pour hannoverisch-braunschweigische Histoire, Herold & Wahlstab, 1835, p. 128 Numérisation